# سي زد 12
سي زد 12 (بالإنجليزية: CZ12)‏ هو فيلم حركة أُصدر في الصين سنة 2012. الفيلم من إخراج جاكي شان وكتابة جاكي شان، وهذا الفيلم من بطولة جاكي شان وكوون سانغ وو.

## القصة
قصة الفيلم تدور حول رجل صيني يدعي هاوك يبحث عن مجموعة فنية تشمل 12 رأس برونزي لحيوانات بمنطقة مختلفة في العالم.

## الميزانية والإيرادات
بلغت تكلفة إنتاج الفيلم حوالي 160 مليون yuan (US 26,000,000) دولار بينما حقق أرباحا تقدر بـ 860 مليون yuan (US 138,000,000) دولار.

## وصلات خارجية
- سي زد 12 على موقع IMDb (الإنجليزية)
- سي زد 12 على موقع ميتاكريتيك (الإنجليزية)
- سي زد 12 على موقع روتن توميتوز (الإنجليزية)
- سي زد 12 على موقع نتفليكس (الإنجليزية)
- سي زد 12 على موقع قاعدة بيانات الأفلام العربية
- سي زد 12 على موقع ألو سيني (الفرنسية)
- سي زد 12 على موقع Turner Classic Movies (الإنجليزية)
- سي زد 12 على موقع أول موفي (الإنجليزية)
- سي زد 12 على موقع فيلمافينيتي (الإسبانية)
- سي زد 12 على موقع قاعدة بيانات الأفلام السويدية (السويدية)

1. ↑  وصلة مرجع: https://www.siamzone.com/movie/m/6613. الوصول: 8 أبريل 2016.
2. 1 2 3 4 5  مذكور في: تفريغات بيانات Freebase. الناشر: جوجل.